# Rick Moranis
Frederick Allan Moranis, detto Rick (Toronto, 18 aprile 1953), è un attore, comico, musicista e sceneggiatore canadese.
Raggiunse la fama negli anni ottanta soprattutto per le interpretazioni in La piccola bottega degli orrori (1986), Ghostbusters - Acchiappafantasmi (1984), Ghostbusters II - Acchiappafantasmi II (1989), Balle spaziali (1987) e Tesoro, mi si sono ristretti i ragazzi (1989).

## Biografia
Nato a Toronto, nella provincia canadese dell'Ontario, il 18 aprile 1953 da una famiglia ebraica, iniziò la carriera nel mondo dello spettacolo negli anni settanta, quando, con lo pseudonimo di "Rick Allan", cominciò a lavorare come DJ presso varie stazioni radio della sua città natale. In seguito passò alla Canadian Broadcasting Corporation dove, assieme a Ken Finkleman, si dedicò all'attività di comico. Moranis portò avanti il suo lavoro di comico televisivo anche sul canale SCTV, dove interpretò diversi personaggi divenuti famosi, tra cui i fratelli Bob e Doug McKenzie (Doug era interpretato dall'attore canadese Dave Thomas), che furono poi protagonisti del film La strana voglia (1983), il primo della carriera di Moranis.
Nel 1986 sposò Ann Belsky, che morì nel 1991 per un cancro al seno; in seguito alla sua morte, Moranis decise di limitare le proprie apparizioni al cinema per accudire meglio i due figli, recitando ne I Flintstones (1994) per cessare definitivamente la carriera cinematografica con Tesoro, mi si è allargato il ragazzino (1992) e Tesoro, ci siamo ristretti anche noi (1997). Successivamente lavorò solo e saltuariamente al doppiaggio di film d'animazione, Koda, fratello orso (2003) e Koda, fratello orso 2 (2006).
Negli anni 2000 iniziò a dedicarsi ad altre attività: nel 2005 pubblicò un album di musica country con testi comici intitolato The Agoraphobic Cowboy, e nel 2006 abbandonò definitivamente il cinema. Nel 2013 pubblicò un altro album dal titolo My Mother's Brisket & Other Love Songs. Il 12 febbraio 2020 è stato annunciato il ritorno di Moranis in un nuovo sequel di Tesoro, mi si sono ristretti i ragazzi, notizia confermata dallo stesso attore il giorno successivo. A giugno 2025 è stato inoltre annunciato che Moranis riprenderà il ruolo di Lord Casco Nero nel sequel di Balle spaziali. Il film sarà prodotto dagli Amazon MGM Studios e arriverà nelle sale nel 2027. 

## Filmografia parziale

### Attore

#### Cinema
- La strana voglia (The Adventures of Bob & Doug McKenzie: Strange Brew), regia di Rick Moranis e Dave Thomas (1983)
- Strade di fuoco (Streets of Fire), regia di Walter Hill (1984)
- Ghostbusters - Acchiappafantasmi (Ghostbusters), regia di Ivan Reitman (1984)
- The Wild Life, regia di Art Linson (1984)
- Chi più spende... più guadagna! (Brewster's Millions), regia di Walter Hill (1985)
- Palle d'acciaio (Head Office), regia di Ken Finkleman (1985)
- Club Paradise, regia di Harold Ramis (1986)
- La piccola bottega degli orrori (Little Shop of Horrors), regia di Frank Oz (1986)
- Balle spaziali (Spaceballs), regia di Mel Brooks (1987)
- Ghostbusters II - Acchiappafantasmi II, regia di Ivan Reitman (1989)
- Tesoro, mi si sono ristretti i ragazzi (Honey, I Shrunk the Kids), regia di Joe Johnston (1989)
- Parenti, amici e tanti guai (Parenthood), regia di Ron Howard (1989)
- Il testimone più pazzo del mondo (My Blue Heaven), regia di Herbert Ross (1990)
- Pazzi a Beverly Hills (L.A. Story), regia di Mick Jackson (1991) (non accreditato)
- Tesoro, mi si è allargato il ragazzino (Honey, I Blew Up the Kid), regia di Randal Kleiser (1992)
- Duca si nasce! (Splitting Heirs), regia di Robert Young (1993)
- I Flintstones (The Flintstones), regia di Brian Levant (1994)
- Piccoli campioni (Little Giants), regia di Duwayne Dunham (1994)
- Honey, I Shrunk the Audience, regia non accreditata di Randal Kleiser (1994) (non accreditato) - cortometraggio
- Il grande bullo (Big Bully), regia di Steve Miner (1996)
- Tesoro, ci siamo ristretti anche noi (Honey, We Shrunk Ourselves), regia di Dean Cundey (1997)

#### Televisione
- 90 Minutes Live - serie TV (1976)
- Second City TV - serie TV, 1 episodio (1982)
- The Billy Crystal Comedy Hour - serie TV, 1 episodio (1982)
- Twilight Theater - spettacolo TV (1982)
- SCTV Network 90 - serie TV, 20 episodi (1981-1982)
- Hockey Night, regia di Paul Shapiro - film TV (1984)
- The Last Polka, regia di John Blanchard - film TV (1985)
- The Rocket Boy, regia di John Blanchard e Peter Hudecki - film TV (1989)

### Doppiatore
- Mostri o non mostri... tutti a scuola - serie TV d'animazione (1990)
- Rudolph the Red-Nosed Reindeer & the Island of Misfit Toys (2001)
- Koda, fratello orso (Brother Bear), regia di Aaron Blaise (2003)
- Koda, fratello orso 2 (Brother Bear 2), regia di Ben Gluck (2006)
- The Goldbergs - serie TV, episodio 5x21 (2018)

### Sceneggiatore
- Second City TV - serie TV, 2 episodi (1980-1981)
- SCTV Network 90 - serie TV, 20 episodi (1981-1982)
- La strana voglia (The Adventures of Bob & Doug McKenzie: Strange Brew), regia di Rick Moranis e Dave Thomas (1983)

### Video musicale
- Tomorrow's girl - Donald Fagen (1993)

## Discografia

### Album
- 1981 - The Great White North
- 1989 - You, Me, the Music and Me
- 2005 - The Agoraphobic Cowboy[3]
- 2013 - My Mother's Brisket & Other Love Songs

## Doppiatori italiani
Nelle versioni in italiano delle opere in cui ha recitato, Rick Moranis è stato doppiato da:
- Vittorio Stagni in Balle spaziali, Tesoro, mi si sono ristretti i ragazzi, Tesoro, mi si è allargato il ragazzino, Duca si nasce!, I Flintstones, Tesoro, ci siamo ristretti anche noi, The Goldbergs
- Oreste Lionello in Ghostbusters - Acchiappafantasmi, Ghostbusters II - Acchiappafantasmi II
- Mauro Gravina in Strade di fuoco, Il testimone più pazzo del mondo
- Massimo Rossi ne La piccola bottega degli orrori, Il grande bullo
- Roberto Chevalier in Palle d'acciaio
- Tonino Accolla in Parenti, amici e tanti guai
- Oreste Baldini in Pazzi a Beverly Hills
- Mino Caprio in Piccoli campioni
- Ambrogio Colombo in Pazzi a Beverly Hills (ridoppiaggio)

Da doppiatore è sostituito da:
- Massimo Olcese in Koda, fratello orso, Koda, fratello orso 2
- Flavio Arras in Mostri o non mostri...tutti a scuola